# Det de Beus
Bernadette Anna Maria ("Det") de Beus (Utrecht, 18 februari 1958 – Hoorn, 21 juli 2013) was een Nederlands hockeyster. Met Oranje werd zij drie keer wereldkampioen (1978, 1979, 1986), won olympisch goud (1984) en brons (1988) en pakte ook nog twee Europese titels en een Champions Trophy. Zij speelde in de periode 1978 - 1988 in totaal 105 interlands voor de Nederlandse hockeyploeg.

## Loopbaan
De Beus gold als de vrouwelijke evenknie van collega-doelman Maarten Sikking, die eveneens in Eindhoven speelde, maar niet zoals De Beus bij EMHC, maar bij HTCC. Indruk maakte zij met haar katachtige reflexen. De Beus vertikte het om bij strafcorners languit te gaan liggen. Dat was beneden haar stand. Haar eigenzinnigheid kwam ook tot uitdrukking in haar weigering om zich volledig te laten inpakken. De Beus gaf de voorkeur aan strakke, luchtige kledij.
Haar erelijst vermeldt onder meer drie wereld- en twee Europese titels. In de finale van het EK 1987 tegen Engeland stopte zij drie strafballen. De Beus maakte bovendien deel uit van de roemrijke vrouwenploeg, die in 1984 onder leiding van bondscoach Gijs van Heumen olympisch goud won bij de Olympische Zomerspelen van Los Angeles.
Haar laatste interland speelde zij op zaterdag 30 september 1988 in de met 3-1 gewonnen troostfinale van de Olympische Spelen van Seoel. Tegenstander was Groot-Brittannië.

## Privéleven
Det de Beus is een zus van politicoloog Jos de Beus. Zij overleed na een ernstige ziekte op 55-jarige leeftijd.